# 캐머런 디애즈
캐머런 디애즈(영어: Cameron Diaz, 1972년 8월 30일 ~ )는 미국의 배우이다. 캘리포니아주 샌디에이고에서 태어났다. 아버지는 쿠바계 미국인이었고, 어머니는 독일계였다. 1991년 뮤지컬배우 첫 데뷔하였고 1992년 연극배우 데뷔한 그녀는 1994년 영화 《마스크》에서 짐 캐리의 상대역으로 출연하면서 데뷔하였다. 미국의 여자 배우 가운데 줄리아 로버츠 다음으로 2000만 달러의 클럽에 가입하였다. 2007년 5월 29일 영화 《슈렉 3》 홍보차 처음 방한하였다. 2009년 6월 할리우드 명예의 거리에 올랐다. 2015년 1월 5일 디애즈는 벤지 매든과의 7개월 연애 끝에 LA 비버리 힐즈에서 깜짝 결혼식을 올렸다.

## 출연작 목록
| 연도 | 제목                             | 원제                                                                      | 배역                | 비고       |
| ---- | -------------------------------- | ------------------------------------------------------------------------- | ------------------- | ---------- |
| 1994 | 마스크                           | The Mask                                                                  | 티나 칼라일         |            |
| 1995 | 마지막 만찬                      | The Last Supper                                                           | 주드                |            |
| 1996 | 그녀를 위하여                    | She's the One                                                             | 헤더 데이비스       |            |
| 1996 | 필링 미네소타                    | Feeling Minnesota                                                         | 프레디 클레이턴     |            |
| 1996 | 섹시 블루                        | Head Above Water                                                          | 내털리              |            |
| 1997 | 키스 투 털사                     | Keys to Tulsa                                                             | 트루디              |            |
| 1997 | 내 남자친구의 결혼식             | My Best Friend's Wedding                                                  | 키미 월리스         |            |
| 1997 | 이완 맥그리거의 인질             | A Life Less Ordinary                                                      | 셀린 네이빌         |            |
| 1998 | 라스베가스에서의 공포와 혐오     | Fear and Loathing in Las Vegas                                            | 리포터              | 카메오     |
| 1998 | 메리에겐 뭔가 특별한 것이 있다   | There's Something About Mary                                              | 메리 젠슨           |            |
| 1998 | 베리 배드 씽                     | Very Bad Things                                                           | 로라 게러티         |            |
| 1999 | 존 말코비치 되기                 | Being John Malkovich                                                      | 로티 슈워츠         |            |
| 1999 | 애니 기븐 선데이                 | Any Given Sunday                                                          | 크리스티나 파니아치 |            |
| 2000 | 그녀를 보기만 해도 알 수 있는 것 | Things You Can Tell Just by Looking at Her                                | 캐럴 페이버         |            |
| 2000 | 미녀 삼총사                      | Charlie's Angels                                                          | 내털리 쿡           |            |
| 2001 | 인비저블 서커스                  | The Invisible Circus                                                      | 페이스              |            |
| 2001 | 슈렉                             | Shrek                                                                     | 피오나 공주         |            |
| 2001 | 바닐라 스카이                    | Vanilla Sky                                                               | 줄리 지아니         |            |
| 2002 | 피너츠 송                        | The Sweetest Thing                                                        | 크리스티나 월터스   |            |
| 2002 | 갱스 오브 뉴욕                   | Gangs of New York                                                         | 제니 에버딘         |            |
| 2002 | 슬랙커즈                         | Slackers                                                                  | 본인                | 카메오     |
| 2002 | 마이너리티 리포트                | Minority Report                                                           | 열차 승객           | 카메오     |
| 2003 | 미녀 삼총사: 맥시멈 스피드       | Charlie's Angels: Full Throttle                                           | 내털리 쿡           |            |
| 2004 | 슈렉 2                           | Shrek 2                                                                   | 피오나 공주         |            |
| 2005 | 당신이 그녀라면                  | In Her Shoes                                                              | 매기 펠러           |            |
| 2006 | 로맨틱 홀리데이                  | The Holiday                                                               | 어맨다 우즈         |            |
| 2007 | 슈렉 3                           | Shrek the Third                                                           | 피오나 공주         |            |
| 2008 | 라스베가스에서만 생길 수 있는 일 | What Happens in Vegas                                                     | 조이 맥낼리         |            |
| 2009 | 마이 시스터즈 키퍼               | My Sister's Keeper                                                        | 세라 피츠제럴드     |            |
| 2009 | 더 박스                          | The Box                                                                   | 노마 루이스         |            |
| 2010 | 슈렉 포에버                      | Shrek Forever After                                                       | 피오나 공주         |            |
| 2010 | 나잇 & 데이                      | Knight and Day                                                            | 준 헤이븐스         |            |
| 2011 | 그린 호넷                        | The Green Hornet                                                          | 리노어 케이스       |            |
| 2011 | 배드 티처                        | Bad Teacher                                                               | 엘리자베스 홀지     |            |
| 2012 | 임신한 당신이 알아야 할 모든 것  | What to Expect When You're Expecting                                      | 줄스                |            |
| 2012 | 갬빗                             | Gambit                                                                    | PJ 퍼즈나우스키     |            |
| 2012 | 몬티 파이튼과 나: 가짜 자서전    | A Liar's Autobiography: The Untrue Story of Monty Python's Graham Chapman | 지그문트 프로이트   |            |
| 2013 | 카운슬러                         | The Counselor                                                             | 말키나              |            |
| 2013 | 디 언빌리버스                    | The Unbelievers                                                           | 본인                | 다큐멘터리 |
| 2013 | 인 어 월드                       | In a World...                                                             | 본인                | 카메오     |
| 2014 | 아더 우먼                        | The Other Woman                                                           | 칼리 휘튼           |            |
| 2014 | 섹스 테이프                      | Sex Tape                                                                  | 애니 하그로브       |            |
| 2014 | 애니                             | Annie                                                                     | 미스 해니건         |            |
| 2025 | 백 인 액션                       | Back in Action                                                            |                     |            |
| 2026 | 슈렉 5                           | Shrek 5                                                                   | 피오나 공주         |            |
| 미정 | 아웃컴                           | Outcome                                                                   |                     |            |